# Holalkere
Holalkere is een panchayatdorp in het district Chitradurga van de Indiase staat Karnataka. 

## Demografie
Volgens de Indiase volkstelling van 2001 wonen er 14.571 mensen in Holalkere, waarvan 52% mannelijk en 48% vrouwelijk is. De plaats heeft een alfabetiseringsgraad van 73%. 